# Wola Gołębiowska (gromada)
Wola Gołębiowska (alt. Wola Gołębiowska Stara) – dawna gromada, czyli najmniejsza jednostka podziału terytorialnego Polskiej Rzeczypospolitej Ludowej w latach 1954–1972.
Gromady, z gromadzkimi radami narodowymi (GRN) jako organami władzy najniższego stopnia na wsi, funkcjonowały od reformy reorganizującej administrację wiejską przeprowadzonej jesienią 1954 do momentu ich zniesienia z dniem 1 stycznia 1973, tym samym wypierając organizację gminną w latach 1954–1972.
Gromadę Wola Gołębiowska siedzibą GRN w Woli Gołębiowskiej (Starej) (obecnie w granicach Radomia) utworzono – jako jedną z 8759 gromad na obszarze Polski – w powiecie radomskim w woj. kieleckim, na mocy uchwały nr 13i/54 WRN w Kielcach z dnia 29 września 1954. W skład jednostki weszły obszary dotychczasowych gromad Huta, Józefów, Wola Gołębiowska Nowa i Wola Gołębiowska Stara ze zniesionej gminy Radom w tymże powiecie. Dla gromady ustalono 15 członków gromadzkiej rady narodowej.
Gromadę zniesiono 1 stycznia 1969, a jej obszar włączono do gromad Wólka Klwatecka (wsie Huta Józefowska i Józefów), Rajec Szlachecki (wieś Stara Wola Gołębiowska) i Lesiów (wieś Nowa Wola Gołębiowska).